# Дрежнишке Равне
Дрежнишке Равне (словен. Drežniške Ravne) — поселення в общині Кобарид, Регіон Горишка, Словенія. Висота над рівнем моря: 569,7 м. Помісна церква, присвячена Святому Матвію, датується 1511 роком.